# Châtillon-sur-Cluses
Châtillon-sur-Cluses là một xã trong tỉnh Haute-Savoie thuộc vùng Rhône-Alpes đông nam Pháp.